# Konak de Radul-bey à Zaječar
Le konak de Radul-bey (en serbe cyrillique : Радул-бегов конак ; en serbe latin : Radul-begov konak) se trouve à Zaječar, dans le district de Zaječar, en Serbie. Il est inscrit sur la liste des monuments culturels protégés de la république de Serbie (identifiant no SK 330).

## Présentation
Le constructeur et le propriétaire du konak reste inconnu mais on suppose qu'après de départ des Ottomans de la Timočka krajina en 1833, il est passé entre les mains d'un riche habitant originaire du village de Grljan nommé Radul Gligorijević, connu sous le surnom de « Radul-bey » ; il a sans doute été construit au XVIIIe siècle.

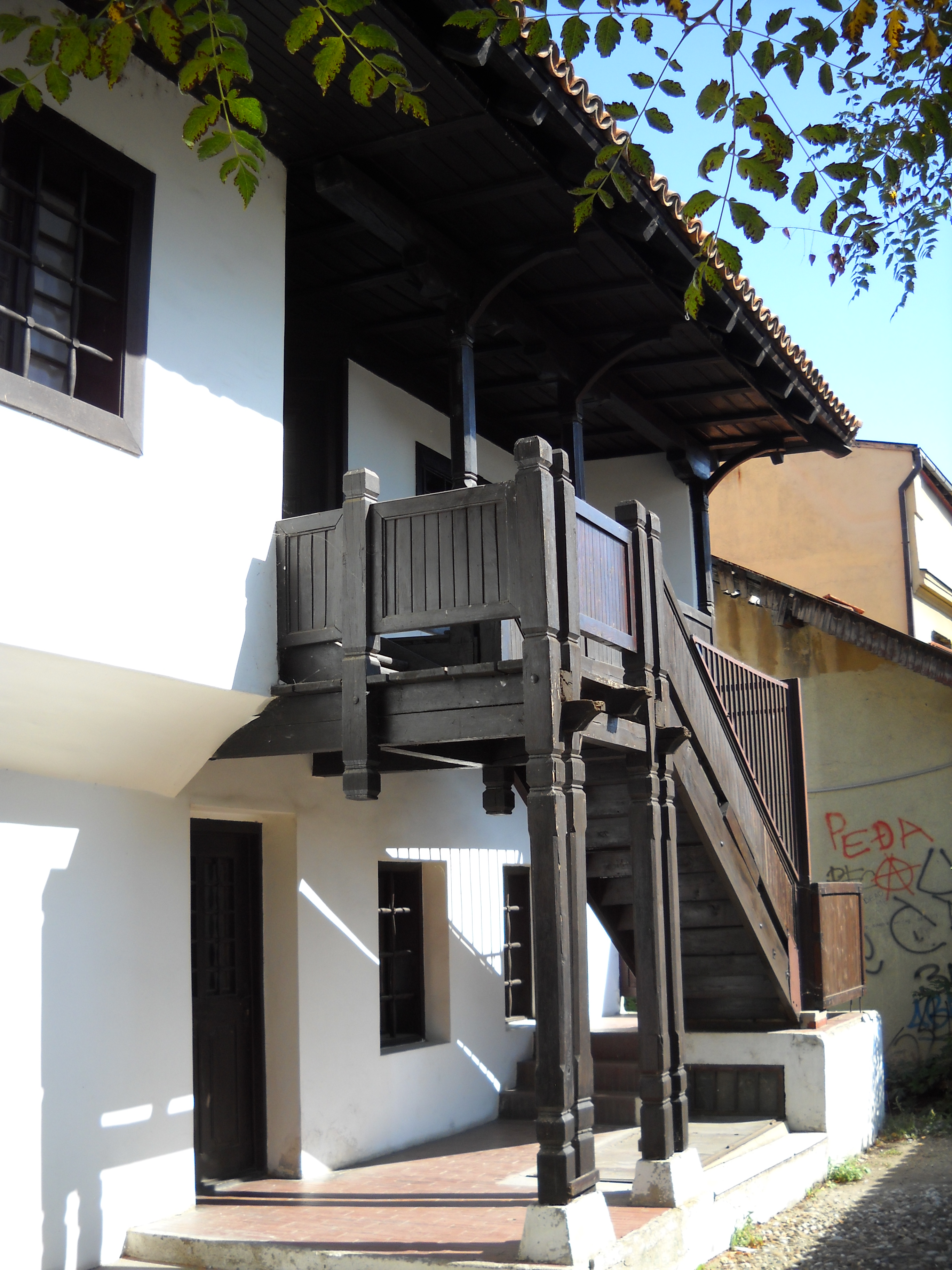
Le konak de Radul-bey, façade sur cour.

L'édifice est constitué d'un rez-de-chaussée et d'un étage ; à l'origine, le rez-de-chaussée abritait un atelier d'artisan et l'étage servait d'habitation. En 1976 puis en 2008 les lieux ont été adaptés pour accueillir un musée qui fait partie de l'ensemble du musée national de Zaječar ; l'étage est consacré à une exposition permanente intitulée « Stari Zaječar » (le « Vieux Zaječar ») qui présente des éléments matériels et spirituels liés à la culture de la ville aux XIXe et XXe siècles ; le rez-de-chaussée possède une galerie où sont notamment organisées des expositions d'art.